# Alibis
Pour plus de détails, voir Fiche technique et Distribution.
Alibis est un film franco-hongkongais réalisé par Pierre Rissient en 1977, sorti en 1991.

## Synopsis
Un homme doit apaiser son ex compagne pour empecher le suicide afin de regler la situation.

## Fiche technique
- Titre : Alibis
- Titre original : One night stand
- Réalisation : Pierre Rissient
- Scénario : Pierre Rissient, Alfred Eibel et Kenneth White
- Photographie : Alain Derobe
- Son : Michel Barlier, Maurice Gilbert, Jack Jullian et Ray Woodbury
- Montage : Bob Wade
- Scripte : Catherine Prévert
- Production : Les Films de la Boétie - ONS Company
- Pays d'origine :  France -  Hong Kong
- Durée : 101 minutes
- Date de sortie : 
  - France : 6 février 1991[1]

## Distribution
- Richard Jordan : Paul
- Betty Ting Pei : Anya
- Tien Niu : Sonya
- Mei Fang : Sandy
- Tsang Kong : Arthur
- Ken Wayne : Harry
- Marie Daëms : Colette, la comtesse